# Tchibanga flygplats
Tchibanga flygplats är en flygplats vid staden Tchibanga i Gabon. Den ligger i departementet Mougoutsi och provinsen Nyanga, i den södra delen av landet, 400 km söder om huvudstaden Libreville. Tchibanga flygplats ligger 82 meter över havet. IATA-koden är TCH och ICAO-koden FOOT.